# Вера и разум
Ве́ра и ра́зум (Вѣра и Разумъ) — российский философско-богословский журнал, издававшийся при Харьковской духовной семинарии в 1884—1917 годы. Придерживался апологетического направления.

## История
Основан в 1884 году по инициативе архиепископа Харьковского Амвросия (Ключарёва), заменив «Харьковские епархиальные ведомости». Выходил 2 раза в месяц объемом 10-12 печатных листов.
Каждый номер делился на три отдела: богословский, философский и епархиальный. Каждый из отделов имел собственную пагинацию: 1-й и 2-й отделы — полугодовую, 3-й отдел — годовую.
В богословской части публиковались материалы по библейской и церковной истории, патрологии, агиографии, церковной археологии. Имелся раздел, посвященный истории раскола и сектантства.
В философский раздел включались разборы различных философских учений. Много места уделялось критическому анализу содержания новейших для того времени учений (особенно Фридриха Ницше и Эдуарда фон Гартмана). Печатались переводы произведений известных зарубежных философов разного времени. Предпочтение в журнале отдавалось работам, связанным с проблемой познания.
Епархиальный раздел персонально именовался «Листок для Харьковской епархии»; в 1903 году переименован в «Известия по Харьковской епархии», а в 1907 году — в «Известия и заметки по Харьковской епархии». В нём публиковались правительственные, общецерковные и епархиальные официальные документы, епархиальная хроника, известия из других епархий.
В 1907 году церковный и философский отделы были объединены, епархиальный был расширен.
Важным направлением в деятельности журнала (особенно после 1907 года) была публикация материалов по истории вселенского православия и РПЦ.
В октябре 1915 года епархиальный раздел («Известия и заметки по Харьковской епархии») был преобразован в отдельный журнал «Пастырь и паства».
С 1916 года журнал стал издаваться ежемесячно. События 1917 года способствовали закрытию журнала, который в то время выходил под руководством митрополита Антония (Храповицкого). Последним был номер за декабрь 1917 года.
В 2000 году по благословению митрополита Харьковского и Богодуховского Никодима (Руснака) Харьковское епархиальное управление возобновило издание журнала «Вера и разум» («Віра i розум»), который стал выходить один раз в год и состоял из 5 отделов: раздел с официальными материалами, богословский, философский, исторический, хронико-библиографический, и приложения. Материалы публикуются на украинском и русском языках. Ряд статей был основан на материалах дореволюционного журнала «Вера и Разум». После смерти митрополита Никодима (Руснака) главным редактором журнала стал митрополит Онуфрий (Лёгкий).

## Редакторы
- протоиерей И. А. Кратиров (1884—1893)
- прот. А. В. Мартынов (1893—1894)
- И. П. Знаменский (1894—1899)
- прот. И. П. Знаменский и К. Е. Истоминым (1899—1906)
- прот. А. М. Юшков и К. Е. Истомин (1906—1916)
- прот. А. М. Юшков и П. М. Красин (1916—1917)